# IKK Baden-Württemberg und Hessen
Die IKK Baden-Württemberg und Hessen mit Sitz in Ludwigsburg war eine deutsche Innungskrankenkasse und entstand zum 1. Januar 2006 aus der ehemals eigenständigen IKK Baden-Württemberg und der IKK Hessen. Sitz der Landesdirektion Hessen war Wiesbaden. Sie war geöffnet für die Bundesländer Baden-Württemberg und Hessen. Als Krankenkasse war sie eine Körperschaft des öffentlichen Rechts.
Die IKK Baden-Württemberg und Hessen vereinigte sich mit der IKK Hamburg, IKK Sachsen und IKK Thüringen zum 1. Januar 2010 zur IKK classic.